# Variation totale d'une fonction
Pour les articles homonymes, voir Variation totale.
Ne doit pas être confondu avec la variation totale d'une mesure.

Alors que le point vert se déplace sur le graphe de la fonction donnée, la longueur du chemin parcouru par la projection sur l'axe y de ce déplacement, ici montré par un point rouge, représente la variation totale de la fonction.

En mathématiques, la variation totale est liée à la structure (locale ou globale) du codomaine d'une fonction. 
Pour une fonction continue à valeurs réelles f, définie sur un intervalle [a, b] ⊂ ℝ, sa variation totale sur l'intervalle de définition est une mesure de la longueur d'arc de la projection sur l'axe des ordonnées de la courbe paramétrée (x, f(x)), pour x ∈ [a, b].

## Note historique
L'idée de variation totale pour les fonctions d'une variable réelle a d'abord été introduite par Camille Jordan, afin de démontrer un théorème de convergence pour les séries de Fourier de fonctions discontinues périodiques à variation bornée. L'extension du concept aux fonctions de plusieurs variables n'est pas si simple.

## Définition

### Fonctions d'une variable réelle
La variation totale d'une fonction d'une variable réelle (ou complexe) f, définie sur un intervalle {\displaystyle [a,b]\subset \mathbb {R} } est donnée par :
{\displaystyle V_{b}^{a}(f)=\sup _{\mathcal {P}}\sum _{i=0}^{n_{P}-1}|f(x_{i+1})-f(x_{i})|,\,}
où le supremum vaut sur l'ensemble des partitions {\displaystyle {\mathcal {P}}=\left\{P=\{x_{0},\dots ,x_{n_{P}}\}|P{\text{ est une partition de }}[a,b]\right\}} de l'intervalle donné.

### Fonctions de plusieurs variables réelles
Soit Ω un sous-ensemble ouvert de ℝn. Pour une fonction f dans L1(Ω), la variation totale de f sur Ω est définie par :
{\displaystyle V(f,\Omega ):=\sup \left\{\int _{\Omega }f(x)\operatorname {div} \phi (x)\,\mathrm {d} x\colon \phi \in C_{c}^{1}(\Omega ,\mathbb {R} ^{n}),\ \Vert \phi \Vert _{L^{\infty }(\Omega )}\leq 1\right\},}
où {\displaystyle C_{c}^{1}(\Omega ,\mathbb {R} ^{n})} est l'ensemble des fonctions à valeurs vectorielles continûment différentiables à support compact contenu dans Ω, et {\displaystyle \Vert \;\Vert _{L^{\infty }(\Omega )}} est la norme liée à la borne supérieure essentielle. On remarquera qu'il n'est pas utile ici d'avoir un domaine {\displaystyle \Omega \subseteq \mathbb {R} ^{n}} borné.

## Propriétés

### Variation totale de fonctions différentiables
La variation totale d'une fonction différentiable peut être donnée par une intégrale dépendant de la fonction plutôt que la borne supérieure de fonctionnelles comme vu auparavant.

#### Variation totale d'une fonction d'une variable réelle dérivable
La variation totale d'une fonction dérivable f, définie sur un intervalle réel [a , b], peut être exprimée ainsi si sa dérivée f' est Riemann-intégrable
{\displaystyle V_{b}^{a}(f)=\int _{a}^{b}|f'(x)|\mathrm {d} x}

#### Variation totale d'une fonction de plusieurs variables réelles différentiable
Soit une fonction f  définie et différentiable sur un ensemble ouvert borné {\displaystyle \Omega \subseteq \mathbb {R} ^{n}}, la variation totale de f est alors donnée par
{\displaystyle V(f,\Omega )=\int \limits _{\Omega }\left|\nabla f(x)\right|\mathrm {d} x}
où {\displaystyle |.|} désigne la norme l2.
On dit que f est à variation bornée si sa variation totale est finie.

## Applications
La variation totale peut être vue comme une fonctionnelle positive d'une variable réelle (pour le cas à une seule variable) ou sur l'espace des fonctions intégrables (pour le cas à plusieurs variables). Comme fonctionnelle, la variation totale trouve plusieurs applications en mathématiques et ingénierie, comme le contrôle optimal, l'analyse numérique, ou le calcul variationnel, où la solution d'un problème doit être à variation totale minimale. On pourra citer deux types de problèmes courants :
- analyse numérique des équations différentielles : trouver des solutions approchées d'une équation différentielle.
- débruitage d'une image: en traitement de l'image, le débruitage consiste à réduire le bruit électronique d'une image reconstruite à partir des données obtenues de façon électronique, par transmission de données ou captation.

### Applications
- (en) Vincent Caselles, Antonin Chambolle et Matteo Novaga, « The discontinuity set of solutions of the TV denoising problem and some extensions », Multiscale Modeling and Simulation, SIAM, vol. 6, no 3,‎ 2007 (« lire en ligne »(Archive.org • Wikiwix • Archive.is • Google • Que faire ?)) (application de la variation totale en débruitage pour le traitement de l'image).
- (en) Leonid I. Rudin, Stanley Osher et Emad Fatemi, « Nonlinear total variation based noise removal algorithms », Physica D: Nonlinear Phenomena, no 60.1,‎ 1992, p. 259-268 (DOI 10.1016/0167-2789(92)90242-F).
- (en) Peter Blomgren et Tony F. Chan, « Color TV: total variation methods for restoration of vector-valued images », Image Processing, IEEE Transactions, vol. 7, no 3,‎ 1998, p. 304-309 (DOI 10.1109/83.661180).
- (en) Tony F. Chan et Jackie (Jianhong) Shen (2005), Image Processing and Analysis - Variational, PDE, Wavelet, and Stochastic Methods, SIAM,  (ISBN 0-89871-589-X)

Texte anglais à traduire :

(with in-depth coverage and extensive applications of Total Variations in modern image processing, as started by Rudin, Osher et Fatemi 1992).